# Tazzari Zero
Der Tazzari Zero ist ein zweisitziges Elektroauto des italienischen Unternehmens Tazzari GL aus Imola, das seit Ende 2009 auf dem deutschen Markt erhältlich ist.

## Technik

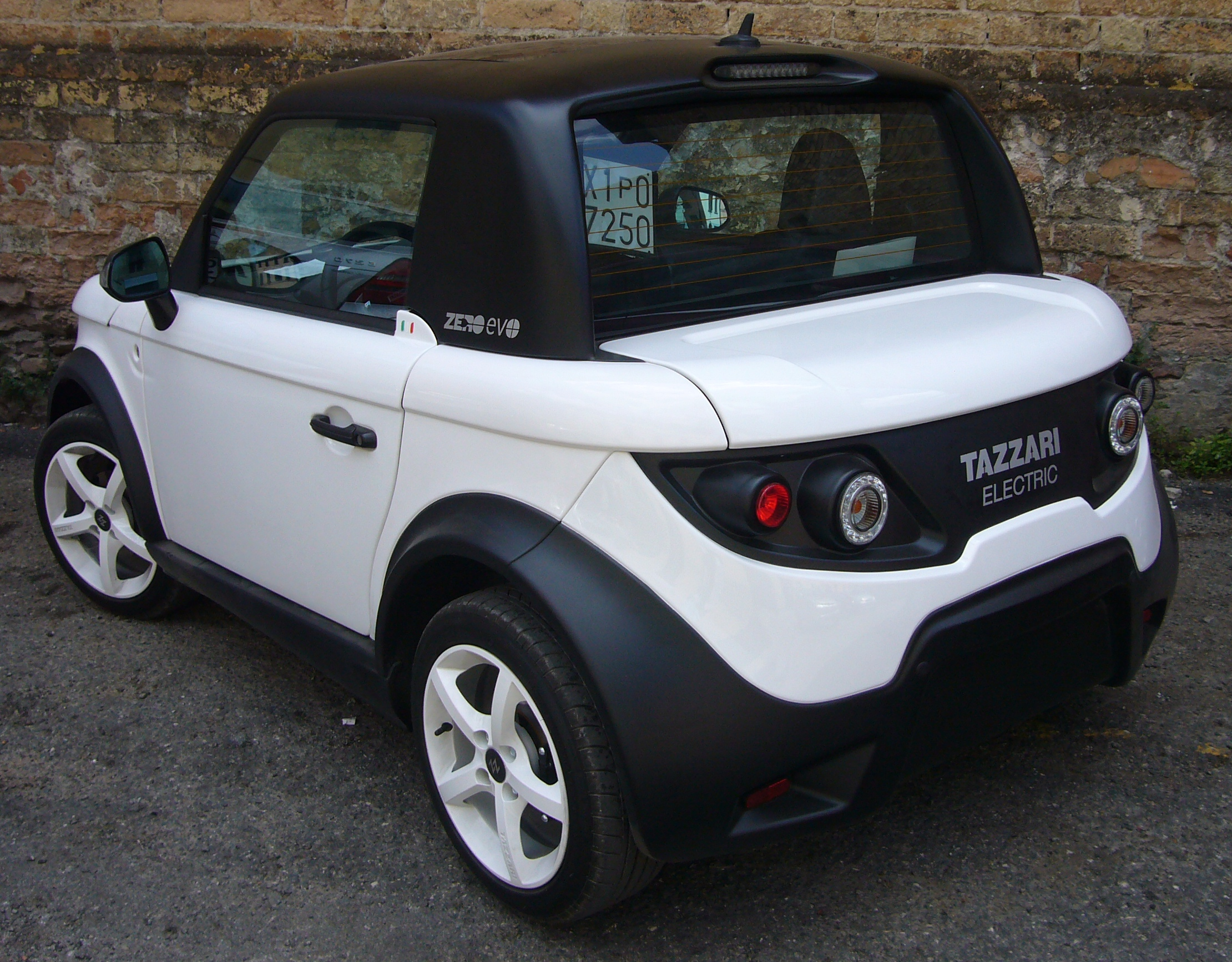
Tazzari Zero Heckansicht

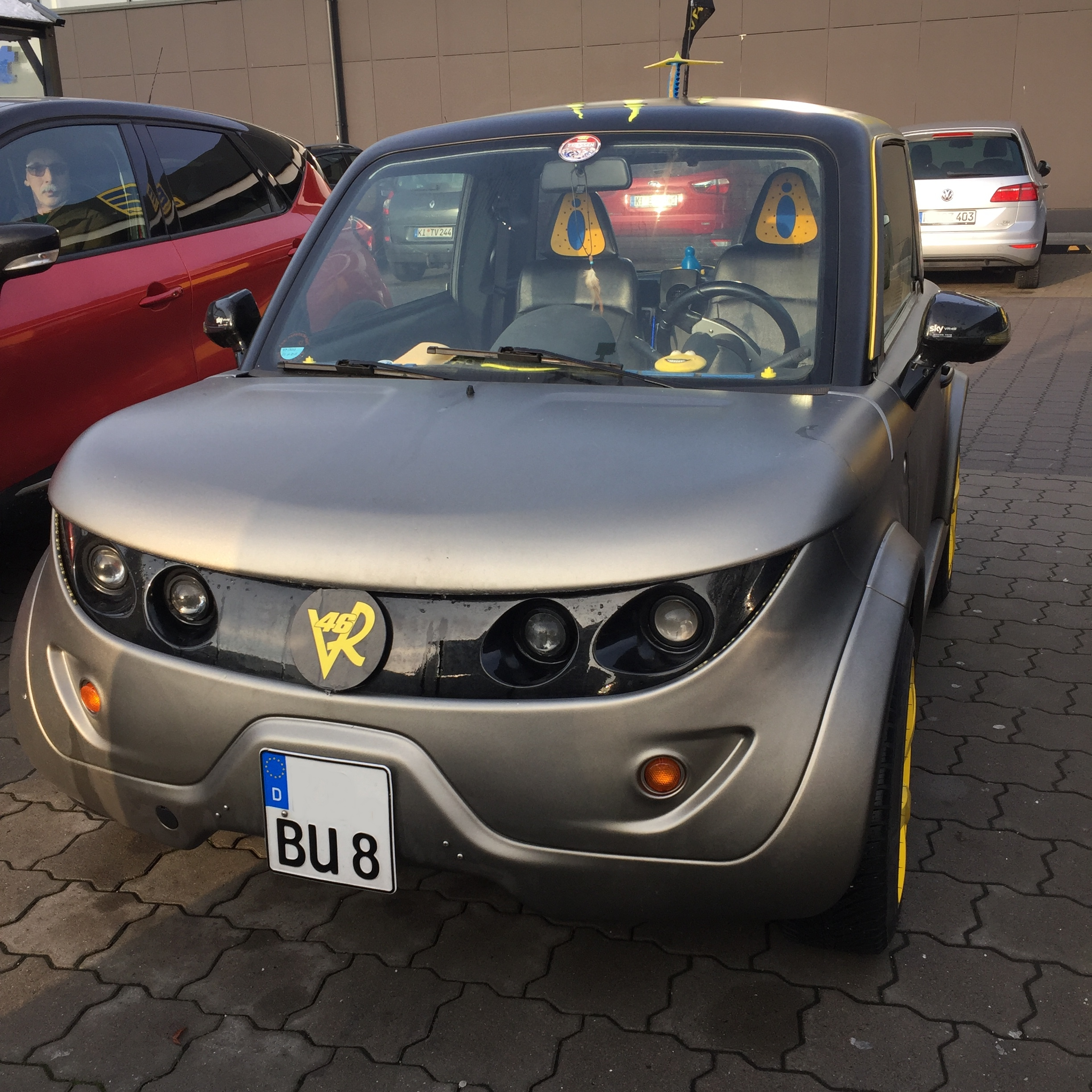
Tazzari Zero Frontansicht

Das Fahrzeug hat einen Elektromotor mit einer Leistung von 15 kW (20 PS) und einem maximalen Drehmoment von 150 Nm. Der im Fahrzeug verwendete Lithium-Ionen-Akku hat eine Kapazität von 12,3 kWh und bietet damit abhängig von Fahrstil und Umgebung bis zu 140 km Reichweite. Die Beschleunigung des Fahrzeuges lässt sich in vier Stufen ("Race", "Rain", "Standard" und "Economy") anpassen. Die Höchstgeschwindigkeit beträgt 100 km/h. Der Motor beschleunigt den Zero innerhalb von fünf Sekunden aus dem Stand auf rund 50 km/h.
Der Tazzari Zero hat ein Leergewicht (inklusive 142 kg Traktionsbatterie) von 542 kg. Die maximale Zuladung beträgt 225 kg. Der Motor sitzt mittig und treibt die Hinterräder an. Der Rahmen aus Aluminiumguss und die Anordnung der Antriebskomponenten sorgen für einen niedrigen Massenmittelpunkt. Die Karosserie besteht aus Kunststoff.
Mit dem 230 V-Standard-Ladegerät im Fahrzeuginneren und einer Ladeleistung von 1,8 kW genügen ca. neun Stunden, um die Batterien vollständig von 0 auf 100 % aufzuladen. Optional sind ein 230 V-Lader mit 3 Geschwindigkeitsstufen (Ladung in ca. 5 Stunden von 0 auf 100 %) sowie ein 400 V-Lader mit Drehstromversorgung (Ladung in weniger als 1 Stunde von 0 auf 80 %) erhältlich.
Der Tazzari Zero ist in den Farben pure white, nightblack, atomicorange, electricyellow, infiniteblue, martianred, stonegrey, moonsilver, cosmicblack, oceanblue, earthbrown und savethegreen erhältlich.

### Technische Ausstattung
- Batteriemanagementsystem
- Aktiver Equalizer (Balancer) der Lithium-Batterien
- angegebene Voll-Ladezyklen: ca. 1000
- 2 Kofferräume (30 l und 150 l,[4] 180 l gesamt[3])
- 15” Felgen aus Aluminiumlegierung, Bereifung: 175/55 R15
- Bremsanlage mit vier Scheibenbremsen, elektrische Bremsung mit Energierückgewinnung
- LED-Leuchten hinten und beim dritten Bremslicht[4]
- Elektrische Heizung
- Elektrische Fensterheber und elektrisch einstellbare Außenrückspiegel
- Zentralverriegelung
- Sechs Pastellfarben für die Karosserie (von 12 insgesamt)
- verstellbare Sitze mit Kunstleder bezogen[4]
- MP3-CD-Autoradio mit USB- und iPod-Anschluss
- Aufnahme für Anschluss zum Laden von Handy und smart-phones
- Griffe aus Aluminium im Innenraum
- LED-Anzeige mit Econometer

## Sonderausstattung
Der Wagen ist auf Wunsch mit folgenden Ausstattungen lieferbar:
- Metalliclack oder Farbe nach Wunsch des Kunden (RAL-Farbton)
- Weiße Felgen glänzend, oder schwarze Felgen matt
- Panorama-Dach[4]
- Schalensitze
- Alarmanlage (automatischer Scheibenheber und Warnsignal)
- Park-Sensor-System[4]
- Heizbare Heckscheibe
- Extra Power Heizung